# Кандва
Кандва је град у Индији у држави Мадја Прадеш. Према незваничним резултатима пописа 2011. у граду је живело 200.681 становника.

## Становништво
Према незваничним резултатима пописа, у граду је 2011. живело 200.681 становника.
| 1991.   | 2001.   | 2011.   |
| ------- | ------- | ------- |
| 145.133 | 171.976 | 200.681 |